# Marko Bogataj
Marko Bogataj (* 12. Mai 1976) ist ein ehemaliger slowenischer Skispringer.
Bogataj begann seine internationale Skisprungkarriere 1993 im Skisprung-Continental-Cup. Am 25. Februar 1995 gab er sein Debüt im Skisprung-Weltcup und erreichte beim Skifliegen in Oberstdorf mit Platz 30 auch seinen ersten Weltcup-Punkt. Mit diesem belegte er am Ende der Saison 1994/95 den 93. Platz in der Weltcup-Gesamtwertung. In der Skiflug-Wertung lag er am Ende auf dem 46. Platz. Trotz nur mittelmäßiger Erfolge im Continental Cup wurde er 1997 erneut in den Kader für den Weltcup aufgenommen. Am 11. Januar 1997 konnte er dabei in Engelberg noch einmal zwei Weltcup-Punkte gewinnen. In den weiteren vier Weltcup-Springen in Engelberg, Willingen und Planica blieb er erfolg- und punktlos. Ab 1998 startete er wieder ausschließlich im Continental Cup, musste aber erfolglos noch zwei weiteren Jahren 2000 seine aktive Skisprungkarriere beenden.